# システインジオキシゲナーゼ
システインジオキシゲナーゼ（cysteine dioxygenase）は、L-システインを酸素分子の組み込みによってシステインスルフィン酸に酸化する非ヘム鉄酵素である。
システインスルフィン酸はシステイン異化の分岐点に位置し、ここからタウリン合成と硫酸塩合成の2種の経路を辿る。タウリン代謝のシステインスルフィン酸依存経路ではヒポタウリンが合成される。ヒポタウリンは後にタウリンに酸化される。また、システインスルフィン酸はアミノ基転移を受け、β-スルフィニルピルビン酸となり、ピルビン酸と亜硫酸に分解する。